# Велике Раково
Велике Ра́ково (рос. Большое Раково) — село у складі Кетовського району Курганської області, Росія. Адміністративний центр Раковської сільської ради.
Населення — 447 осіб (2010, 538 у 2002).